# Point culminant de Paris
Montmartre et Belleville se disputent le point de nivellement le plus haut à Paris. Il faut distinguer les deux localisations « domaine public routier communal » et « domaine privé ».
Le plan local d'urbanisme de Paris, à la page 5 du sous-chapitre « L'environnement naturel et urbain » du chapitre « État initial de l'environnement », indique :
- les points les plus élevés sur la voie publique, exprimés en système orthométrique[a], sont situés à gauche de l’entrée de l’église Saint-Pierre de Montmartre, à 128,21 mètres et rue du Télégraphe, devant le cimetière de Belleville, à 128,16 mètres ;
- les points les plus élevés du sol naturel sont situés à l’intérieur du cimetière du Calvaire jouxtant l’église Saint-Pierre de Montmartre, à 130,53 mètres, et à l’intérieur du cimetière de Belleville à 128,64 mètres[2].

Parallèlement au point culminant qui correspond à un endroit de la surface terrestre, le plus haut point de Paris en tant que monument est la tour Eiffel qui — depuis 2022 — atteint une hauteur de 330 mètres.

## Les collines de Paris
À l'intérieur de sa limite que constitue le boulevard périphérique, plusieurs reliefs composés de buttes-témoin gypseuses forment de petites collines de part et d'autre de la Seine.
Sur la rive droite, il s'agit :
- de Montmartre avec pour point culminant le cimetière du Calvaire (131 m) ;
- de Belleville avec pour point culminant la rue du Télégraphe (128,5 m) ;
- de Ménilmontant (108 m) ;
- des Buttes-Chaumont (103 m) ;
- de la Butte Bergeyre (100 m) ;
- de Passy (71 m) ;
- de Charonne (69 m) ;
- et de Chaillot (67 m).

Sur la rive gauche, ce sont les points hauts :
- de Montsouris (78 m) ;
- de Montparnasse (66 m) ;
- de la Butte-aux-Cailles (63 m) ;
- et de la montagne Sainte-Geneviève (61 m).

## Point culminant

### Point culminant au sein du domaine public routier communal

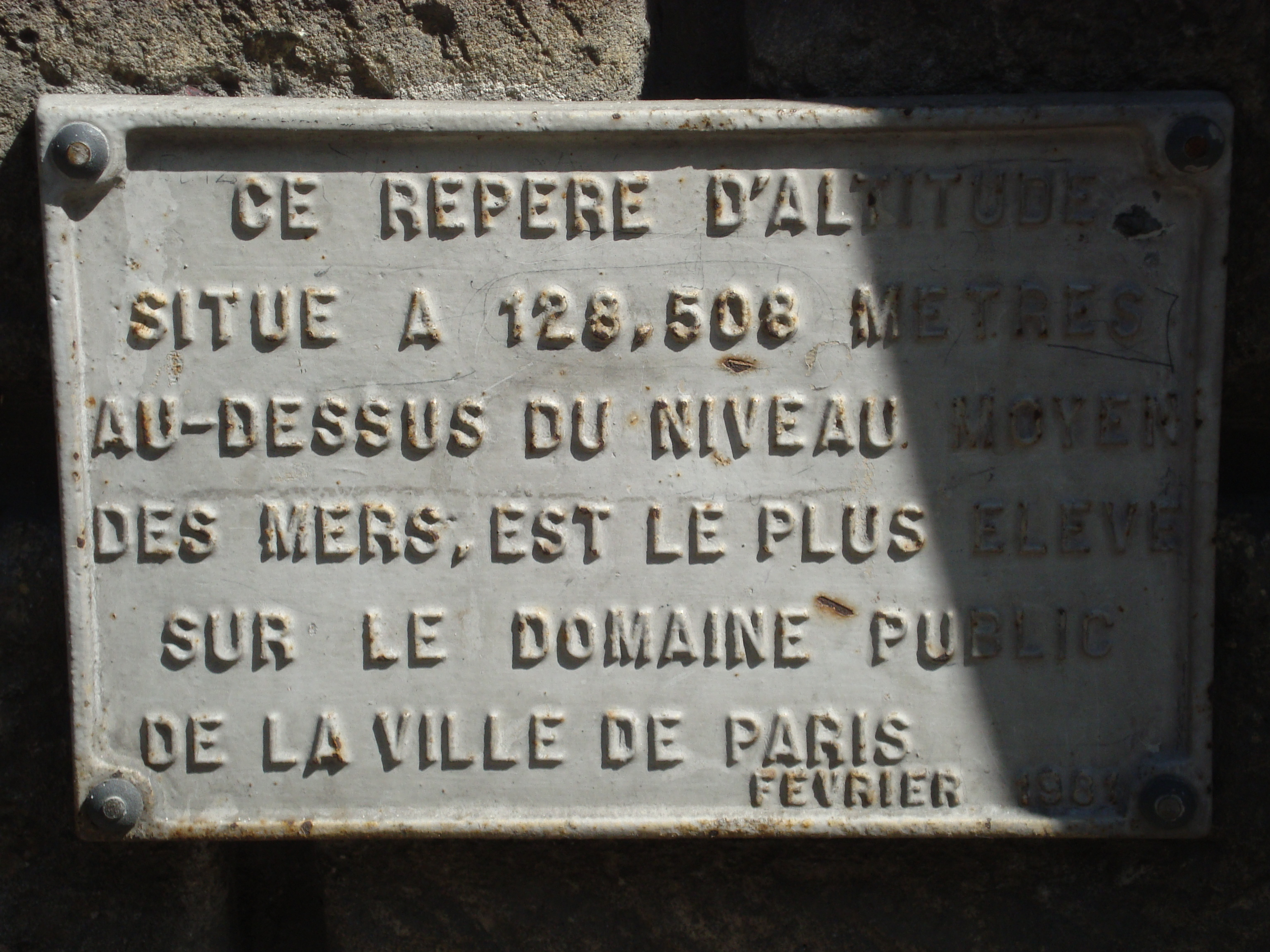
Plaque rue du Télégraphe.

L'altitude de Montmartre mesurée sur le trottoir à l'angle entre la clôture du 2, rue du Mont-Cenis et le bâtiment du 4, rue du Mont-Cenis est de 128,21 mètres. Le repère de nivellement no 70055, situé 2, rue du Mont-Cenis indique 128,163 mètres.
L'altitude de Belleville mesurée sur le trottoir à l'angle du bâtiment au 40, rue du Télégraphe est de 128,15 mètres. Le repère de nivellement, no 78018, situé 40, rue du Télégraphe indique 128,497 mètres. C'est à cet emplacement que Claude Chappe avait installé son télégraphe en 1792.

### Point culminant du domaine privé
L'altitude de Montmartre mesurée sur le parvis au pied de l'église est de 128,65 mètres et mesurée au niveau du sol naturel à l'intérieur du cimetière proche de l'église de 130,53 mètres. Le repère de nivellement no 70056, situé rue du Mont-Cenis, sur l'église Saint-Pierre indique 129,351 mètres.
L'altitude de Belleville à l'entrée du cimetière au pied des marches est de 128,42 mètres ; et mesurée au niveau du sol naturel à l'intérieur du cimetière de Belleville de 128,64 mètres.